# Alena Tolkach
Alena Tolkach (en bielorruso: Алена Толкач; 3 de febrero de 1989) es una deportista bielorrusa que compitió en tiro con arco, en la modalidad de arco recurvo.
Ganó una medalla de plata en el Campeonato Mundial de Tiro con Arco al Aire Libre de 2013 y una medalla de bronce en el Campeonato Europeo de Tiro con Arco al Aire Libre de 2014. En los Juegos Europeos de Bakú 2015 consiguió una medalla de plata en la prueba por equipo.

## Palmarés internacional
| Campeonato Mundial al Aire Libre | Campeonato Mundial al Aire Libre | Campeonato Mundial al Aire Libre | Campeonato Mundial al Aire Libre |
| Año                              | Lugar                            | Medalla                          | Prueba                           |
| -------------------------------- | -------------------------------- | -------------------------------- | -------------------------------- |
| 2013                             | Belek (Turquía)                  | Medalla de plata                 | Equipo                           |
| Juegos Europeos                  |                                  |                                  |                                  |
| Año                              | Lugar                            | Medalla                          | Prueba                           |
| 2015                             | Bakú (Azerbaiyán)                | Medalla de plata                 | Equipo                           |
| Campeonato Europeo al Aire Libre |                                  |                                  |                                  |
| Año                              | Lugar                            | Medalla                          | Prueba                           |
| 2014                             | Echmiadzin (Armenia)             | Medalla de bronce                | Equipo mixto                     |